# Klöch
Klöch är en ort och  kommun i distriktet Südoststeiermark i förbundslandet Steiermark i Österrike. Kommunen gränsar i öster till Slovenien.
Kommunen består av fem orter (Ortschaften) (inom parentes invånarantal 1 januari 2024):
- Deutsch Haseldorf (179)
- Gruisla (136)
- Klöch (393)
- Klöchberg (332)
- Pölten (115)